# Липша
Ли́пша или Липшнинка (Липшинка) — река в России, протекает по Республике Марий Эл и Чувашской Республике. Устье реки находится в 31 км от устья Большой Кокшаги по правому берегу. Длина реки составляет 22 км, площадь водосборного бассейна — 144 км².
Исток реки в лесу в 17 км к северо-востоку от центра Чебоксар. Река течёт на восток и юго-восток, верховья находятся в Чебоксарском районе Чувашской Республики, остальное течение в Звениговском районе Марий Эл. Притоки — Липшанка, Купмыш (правые). Впадает в Большую Кокшагу северо-восточнее деревни Иван-Беляк. В среднем течении на реке — деревня Липша.

## Название
Гидроним Липша финно-угорского происхождения, состоит из двух элементов: лип, ср. ненец. лива «неширокая глубокая речка, протекающая по болотистой местности», + ша — гидроформант.
— Топонимика Республики Марий Эл
Лингвист А. Л. Пустяков уточняет: апеллятив ненецкого языка выступает в названии реки, а гидроним характеризуется как уральский языковой субстрат; слово ненецкого языка в словаре выступает в искажённом облике, правильная его форма: лыва «неширокая глубокая речка (протекающая по низменной болотистой местности)»:153
Топоним Липшинка появился в результате адаптирования русским языком финно-угорского названия со вставкой сложного суффикса -ин- к(а).

## Прочее
- На территории Чувашской Республики в бассейне Липши в кварталах 30, 43, 44 Северного участкового лесничества[7] (в 11 км северо-восточнее посёлка Сосновка) расположено месторождение торфа Белая Липша (площадь 6,5 тыс. га[8]; статус — разрабатывается, 2002[9]).
- На территории Республики Марий Эл в бассейне Липши расположено болото низинного типа Липша (Миллионное) — месторождение торфа (площадь 1157 га; статус — освоению не подлежит, водоохранное болото)[10].
- Проектируется создание государственного природного заказника «Студёный Ключ (Липшинский)» (в окрестностях деревень Иванбеляк и Липша на большей части Липшинской возвышенности и склонах к долине рек Липша и Большая Кокшага; площадь 1610 га)[11].

## Данные водного реестра
По данным государственного водного реестра России относится к Верхневолжскому бассейновому округу, водохозяйственный участок реки — Волга от Чебоксарского гидроузла до города Казань, без рек Свияга и Цивиль, речной подбассейн реки — Волга от впадения Оки до Куйбышевского водохранилища (без бассейна Суры). Речной бассейн реки — (Верхняя) Волга до Куйбышевского водохранилища (без бассейна Оки).
Код объекта в государственном водном реестре — 08010400712112100000985.